# Alois Koch (Architekt)

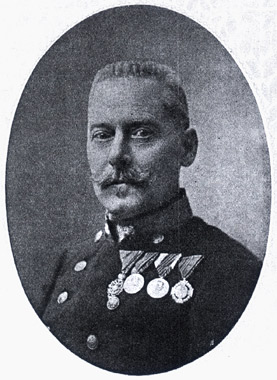
Alois Koch

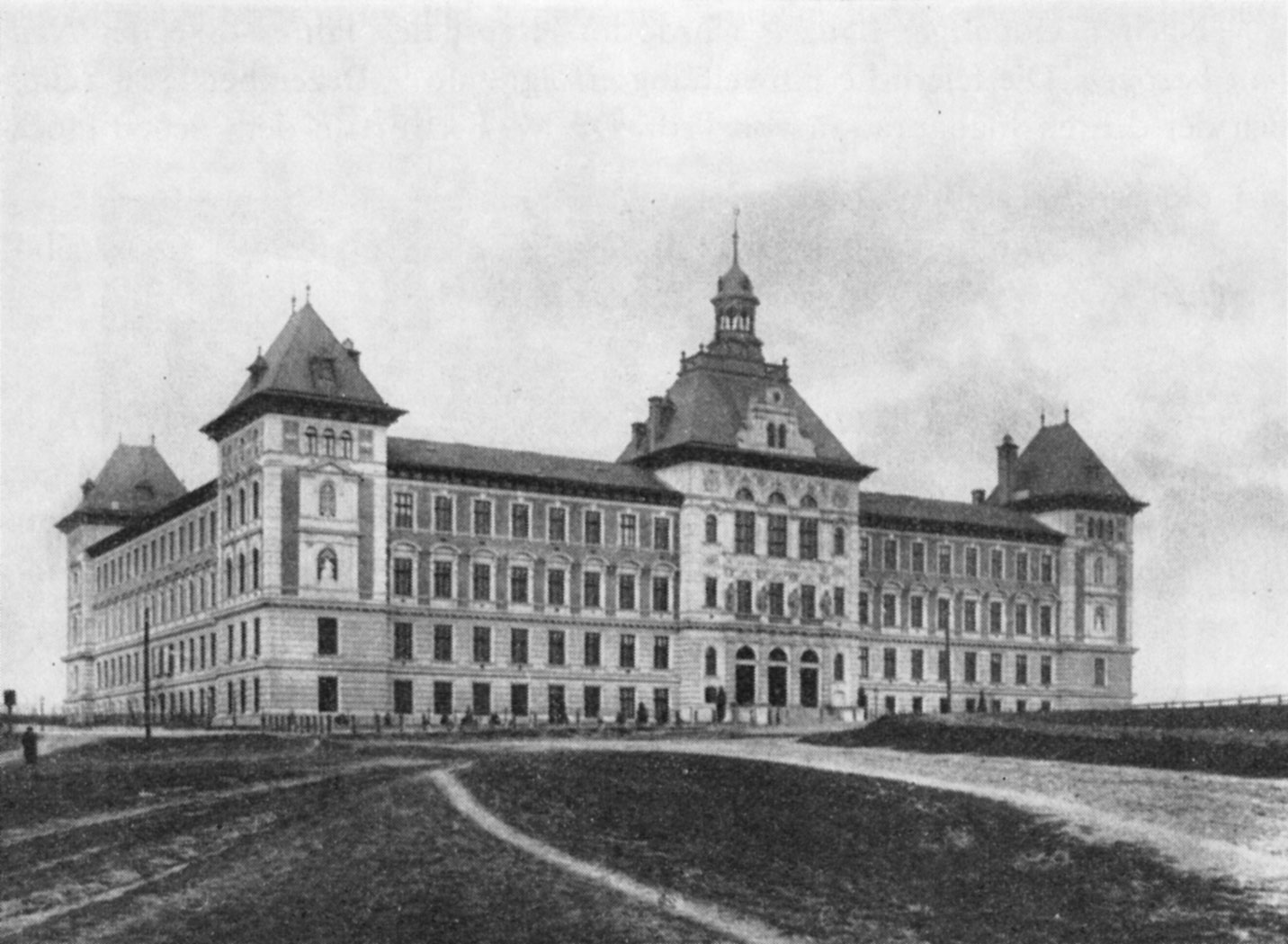
Universität für Bodenkultur (1896)

Alois Koch (* 25. Februar 1854 in Wien; † 14. August 1917 ebenda) war ein österreichischer Architekt.

## Leben
Alois Koch war der Sohn des Schulmeisters Josef Koch. Er studierte von 1870 bis 1875 am Polytechnischen Institut. In den folgenden Jahren war er wahrscheinlich als Architekt (selbständig oder bei anderen Baubüros) tätig, ehe er 1887 als Ingenieur im Innenministerium begann. 1893 wurde er dort Ober-Ingenieur. Koch war im Ministerium im Departement für Hochbau bei der Bauplanung und bei der Baudurchführung von Schulen und Amtsgebäuden tätig. Außerdem war er Vertreter des Ministeriums in diversen Baukommissionen. 1898 wurde er mit dem Ritterkreuz des Franz-Joseph-Ordens ausgezeichnet und wurde Baurat. 1907 erfolgte die Ernennung zum k.k. Oberbaurat und 1909 zum k.k. Ministerialrat im Ministerium für öffentliche Arbeiten. 1912 ging Koch in den Ruhestand, wobei er zu seinem Abschied mit dem Ritterkreuz des Leopold-Ordens ausgezeichnet wurde. Er wurde am Wiener Zentralfriedhof bestattet. Das Grab ist bereits aufgelassen.

## Werk
Da Alois Koch ein beamteter Architekt war, ist meist nur schwer abzuschätzen, wie weit er bei den von ihm durchgeführten Bauprojekten persönliche Entscheidungsfreiheit bei der Gestaltung der Gebäude hatte. Dort, wo dies feststeht, ist er als Vertreter eines traditionellen Historismus anzusprechen, der aber auch modernen Strömungen offen gegenüberstand. Als Kochs bedeutendstes Werk gilt die Errichtung der Universität für Bodenkultur.
- Universität für Bodenkultur Hauptgebäude, Gregor-Mendel-Straße 33 / Feistmantel-Straße 2 / Peter Jordan-Straße 61, Wien 18 (1894–1896)
- Villa, Gregor-Mendel-Straße 25, Wien 18 (1897–1898)
- k.k. Franz Joseph-Staatsrealschule, Unterbergergasse 1 / Wasnergasse 37 / Karajangasse, Wien 20 (1899–1900), heute Bundesrealgymnasium; Dachlandschaft verändert
- k.k. Staatsgymnasium, Fichtnergasse 15, Wien 13 (1899–1900), heute Bundesgymnasium; abfassadiert
- Zwei ärarische Amtsgebäude nächst dem Hauptzollamt, Wien 3 (vor 1901) mit Michael Koch, Moritz Kramsall
- Salzachbrücke (Laufen–Oberndorf) (1901–1902), architektonische Ausgestaltung
- Strafgerichtsgebäude Prag, Karlsplatz (1901–1903), Neubau und Adaptierung des alten Gebäudes
- Firmengebäude (Generaldirektion der Austria Tabakwerke), Porzellangasse 51, Wien 9 (1903–1905)
- Entwurf für das Hansen-Denkmal, Parlamentsgebäude (um 1905), Ausführung Bildhauer Hugo Haerdtl, Steinmetzmeister Eduard Hauser